# Inocybe decipientoides
Inocybe decipientoides är en svampart som beskrevs av Peck 1907. Inocybe decipientoides ingår i släktet Inocybe och familjen Inocybaceae.   Inga underarter finns listade i Catalogue of Life.